# Garnet Francis Malley
Garnet Francis Malley, avstralski častnik, vojaški pilot in letalski as, * november 1892, † ?.  	
Stotnik Malley je v svoji vojaški karieri dosegel 6 zračnih zmag.

## Odlikovanja
- Military Cross (MC)